# Io sono leggenda
Io sono leggenda (titolo orig. I Am Legend) - edito in passato in Italia come I vampiri - è un romanzo horror del 1954 dello scrittore americano Richard Matheson, di ambientazione postapocalittica, che influenzò la moderna letteratura degli zombie e vampiri e rese popolare il concetto di apocalisse mondiale a causa di epidemie.
Ripensando al film Dracula (1931) di Tod Browning, Matheson immagina di rovesciarne la situazione di base: non un vampiro in un mondo di umani, ma un solo essere umano in un mondo di esseri mostruosi.
Il grande successo ottenuto portò a varie trasposizioni cinematografiche e fu d'ispirazione al regista George Romero per il film La notte dei morti viventi (1968).

## Trama
Un'epidemia ha trasformato l'umanità e le creature viventi di tutto il pianeta in vampiri. L'unico non infetto è Robert Neville.  
Robert si è creato un rifugio sicuro nella sua villetta di Los Angeles, in cui si barrica durante la notte, ed esce soltanto di giorno. Riesce a sopravvivere raccogliendo per la città ciò di cui ha bisogno, riparando le protezioni alla casa e alla serra e mantenendo funzionanti la macchina e il generatore. 
Durante la notte i vampiri cercano di stanarlo dalle pareti di casa, protette dall'aglio, per potersi nutrire del suo sangue. Durante il giorno Robert si sposta in città per scovare i vampiri, che si trovano in uno stato di torpore, e ucciderli.
Robert attraversa periodi bui in cui vorrebbe morire, trovando rifugio nell'alcol. 
La necessità di trovare una soluzione gli suggerisce di usare un approccio scientifico: Robert si reca così nelle biblioteche e nelle università per procurarsi libri e attrezzature di laboratorio, grazie a cui comprende che ciò che ha reso gli uomini vampiri è un batterio, e che alcuni sono già morti viventi, mentre altri non sono ancora "morti" bensì allo stadio finale del contagio. Comprende anche che il batterio si è diffuso così velocemente in poco tempo grazie alle tempeste di polvere che affliggono il pianeta. 
Robert incontra un cane randagio, che poi però si rivelerà essere infetto, per cui non riuscirà a offrirgli la compagnia in cui sperava.
All'incirca un anno dopo Robert incontra una donna sola che cammina di giorno, di nome Ruth. Sorpreso e speranzoso che vi siano altri come lui, la insegue e la costringe a entrare in casa sua. Ruth gli racconta di essere fuggita dalla città vicina dopo la morte del marito e di essere riuscita ad arrivare fin lì nascondendosi durante la notte. Robert diviene via via sospettoso nei confronti della donna, finché i suoi timori vengono confermati dall'analisi che egli riesce a compiere sul sangue di lei. Subito dopo, Ruth lo tramortisce e fugge. Il giorno successivo Robert trova una lettera di Ruth che gli spiega come lei faccia parte di una nuova società di esseri umani, contagiati ma non completamente trasformati in vampiri, in grado di convivere con il batterio grazie all'uso di particolari pillole. Nella lettera Ruth gli suggerisce la fuga perché, non appena gli appartenenti a questa nuova società fossero stati più organizzati, sarebbero venuti a cercarlo per giustiziarlo, in quanto considerato un predatore della loro specie e dunque da eliminare. Sebbene tentato, Robert non abbandona la sua casa, per affezione e per il timore dei vampiri. 
Un anno dopo alcuni cacciatori di quella nuova società irrompono in casa sua, dopo aver ucciso tutti i vampiri nei dintorni, lo catturano e lo rinchiudono in una cella. Prima dell'esecuzione Ruth visita Robert in carcere, per dirgli addio e dargli delle pillole per far sì che tutto sia più facile. Prima di assumerle, Robert osserva dalla finestra i componenti della nuova umanità che attendono la sua morte e capisce di essere lui ora l'anomalia genetica e che lui è davvero l'ultimo esponente della 'vecchia razza'. Morendo pensa: "Il cerchio si chiude. Un nuovo terrore nasce nella morte, una nuova superstizione penetra nell'inespugnabile fortezza dell'eternità. Io sono leggenda". 

## Opere derivate

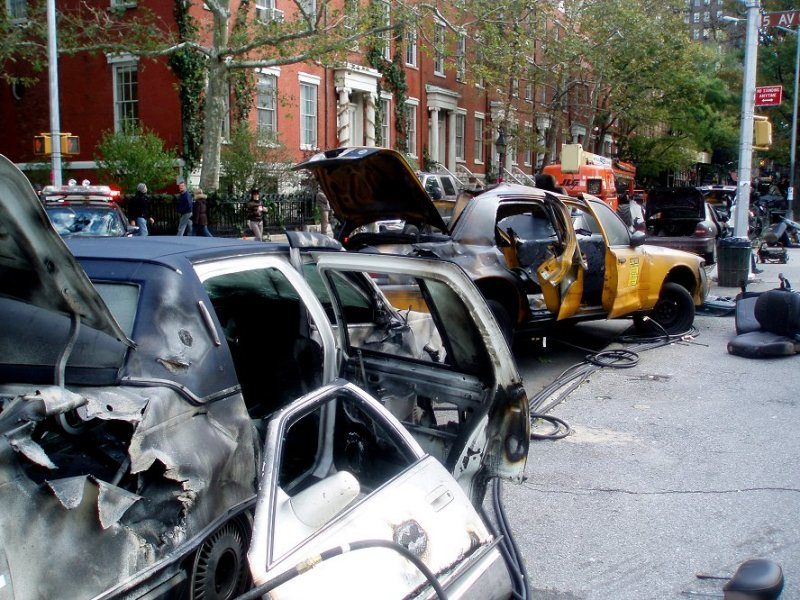
Set del film Io sono leggenda

### Adattamenti cinematografici
I film nei quali Richard Matheson risulta ufficialmente accreditato per il  soggetto sono solo tre, i seguenti:
1. 1964 - L'ultimo uomo della Terra, regia di Ubaldo Ragona con Vincent Price
2. 1971 - 1975: Occhi bianchi sul pianeta Terra, regia di Boris Sagal con Charlton Heston
3. 2007 - Io sono leggenda, regia di Francis Lawrence con Will Smith

### Film liberamente ispirati al romanzo
- 1968 - La notte dei morti viventi scritto e diretto da George A. Romero
- 1984 - La notte della cometa (Night of the Comet), regia di Thom Eberhardt, storia di sopravvissuti all'impatto tra una cometa e la Terra
- 2002 - 28 giorni dopo, regia di Danny Boyle, un ulteriore sviluppo dell'idea del zombie-movie creata da Romero
- 2007 - 28 settimane dopo, regia di Juan Carlos Fresnadillo, seguito del precedente, con Robert Carlyle, Rose Byrne, Jeremy Renner, Harold Perrineau
- 2007 - I Am Omega, regia di Griff Furst, mockbuster di Io sono leggenda

### Cortometraggi
- 1967 - Soy leyenda, cortometraggio (15 minuti) del regista spagnolo Mario Gómez Martín

### Altri media
- L'episodio "L'uomo Homega" dello speciale di Halloween "La paura fa Novanta VIII" (5F02) della serie tv animata I Simpson è ispirato al romanzo di Matheson: per colpa di un insulto del sindaco di Springfield alla Francia, i francesi decidono di punire la cittadina con un ordigno nucleare che investe la città uccidendo tutti ma senza causare il minimo danno materiale -un evidente riferimento alla presunta capacità della Bomba N di uccidere le persone lasciando in piedi gli edifici-. Homer si salva perché sta visitando l'interno di un rifugio antiatomico. Quando esce, scopre di essere l'ultimo uomo rimasto in vita nell'intera città. Scopre però che alcuni abitanti di Springfield sono sopravvissuti, subendo mutazioni che li hanno trasformati in zombie. Homer per scappare agli zombi corre verso casa e vede con gran stupore che la famiglia è sopravvissuta in quanto la casa, verniciata con colori al piombo, è diventata simile a un rifugio antiatomico. La famiglia Simpson e i mutati sembrano raggiungere una tregua, ma poi i Simpson ne approfittano per uccidere a tradimento i mutati.
- Il numero 77 del fumetto Dylan Dog, intitolato L'ultimo uomo sulla Terra, è un tributo al racconto di Matheson: Dylan Dog si sveglia in una Londra deserta. È infatti sopravvissuto a quello che viene definito "super raffreddore" al quale non è stato possibile trovare cura e che ha sterminato l'intera popolazione terrestre. Dylan Dog scopre tutto questo leggendo vecchi giornali e subito dopo, guardando un orologio solare, vede la data 2560. Egli si trova nel XXVI secolo. Questo salto temporale di 500 anni è dovuto al fatto che, come verrà a sapere in seguito, anche lui era stato ucciso dal virus, ma era stato riportato in vita dagli abitanti della "zona del crepuscolo". In quel luogo dove ogni giorno è assolutamente identico al precedente e a quello successivo, Dylan Dog aveva ricostruito una copia del suo ufficio ma, ogni tanto, capitava che perdesse la lucidità e, come un sonnambulo, si recasse di nuovo a Londra, svegliandosi nel suo vero letto in mezzo alla città devastata dal tempo, con la memoria che tornava a solo pochi giorni prima dell'inizio dell'epidemia. Quando Dylan recuperava la memoria degli eventi tornava alla "zona del crepuscolo" e qui il ciclo ricominciava daccapo. Nel finale della storia lui stesso scrive questi eventi dichiarando di non sapere se quello che aveva visto era solo un sogno o realtà e, in quest'ultimo caso, lui si trovasse davvero nella "zona del crepuscolo". Il libro stesso si vede in una vignetta come appartenente alla biblioteca personale di Dylan, insieme ad altri romanzi dello stesso tema come La nube purpurea. Ulteriore tributo, ed esplicita citazione, si ha nella conclusione dello SPECIALE NUMERO 5 di Dylan Dog, "la casa degli uomini perduti" del luglio 1991 a pagina 123.

## Edizioni
- (EN) I Am Legend, 1954.
- I vampiri, traduzione di Elisa Marpicati, Collana Suspense! n.31, Milano, Longanesi, 15 novembre 1957.
- I vampiri, traduzione di Lucia Milani, Collana Gamma. [Il Fantalibro]. I Capolavori della Fantascienza n.10, Roma, De Carlo Editore, 1972. - Collana Urania Classici n°143, Milano, Mondadori, febbraio 1989.
- I vampiri, traduzione di Valentino De Carlo, a cura di Giuseppe Lippi, Introduzione di Giuseppe Caimmi, Collana I Massimi della Fantascienza n.26, Milano, Mondadori, 1991. - Introduzione di G. Lippi, Collana Oscar Fantascienza n.110, Mondadori, 1993, ISBN 88-04-37375-X.
- Io sono leggenda, traduzione di Valentino De Carlo, Collana Urania n.1292, Milano, Mondadori, 15 settembre 1996.
- Io sono leggenda, traduzione di S. Fefè, Postfazione[1] di Valerio Evangelisti, Collezione Immaginario Dark n.12, Roma, Fanucci, 2003, ISBN 978-88-347-0959-7. - Collana Tascabili immaginario n.54, Fanucci, 2005; Fuori collana, Fanucci, 2007; Collana Tascabili Immaginario Extra n.32, Fanucci, 2008, 2011; Collezione Ventesima, Fanucci, 2010; Collana Narrativa tascabile, Fanucci, 2017; Collana Numeri Uno, Fanucci, 2019, ISBN 978-88-347-3969-3.
- Io sono leggenda, traduzione di Giovanna Scocchera, Postfazione di Giancarlo De Cataldo, Collana Oscar Moderni. Cult, Milano, Mondadori, 2020, ISBN 978-88-047-2397-4. - Collana Urania Collezione n.249, Mondadori, ottobre 2023.